# Chilicola
Chilicola je rod iz porodice  Colletidae koji obuhvata 15 podrodova. Ovaj rod naseljava Južnu i Srednju Ameriku.